# Ехінокактус Грузона
{{#ifeq:0|0|{{#if:|{{#if:Echinocactusgrusonii|[[]}}|}}}}
Ехінока́ктус Грузо́на — вид роду ехінокактус. Описаний Генріхом Гільдманном у 1886 році.

## Назва

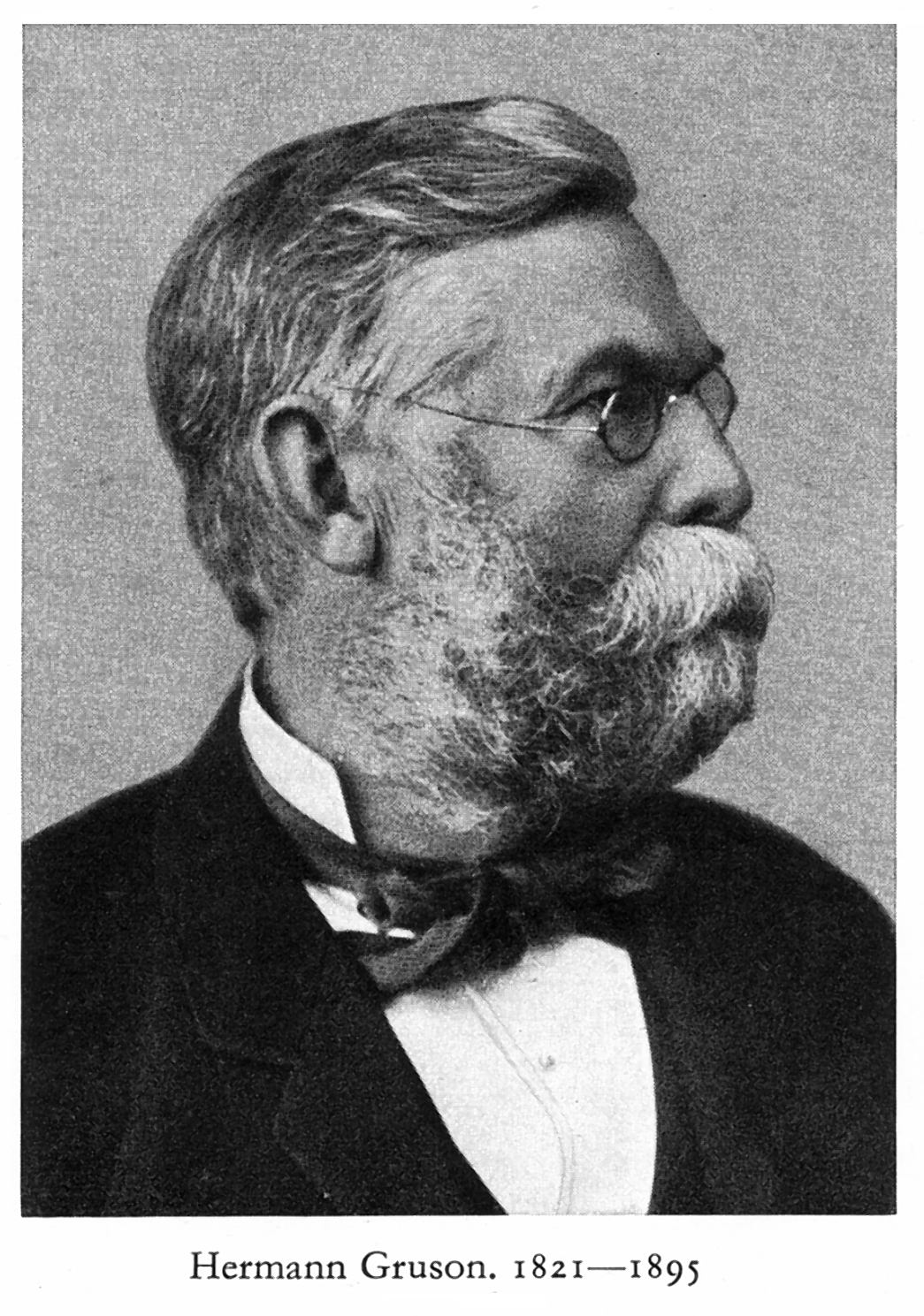
Герман Грузон

Видову назву дістав на честь відомого німецького промисловця й кактусівника XIX століття, власника великої приватної колекції сукулентів Германа Грузона. Відомий у народі як «тещин стілець».

## Ареал
Мексика (Сан-Луїс-Потосі, Ідальго). Місцева назва — «золота куля, золота бочка — англ. Golden Barrel cactus».

## Ботанічний опис

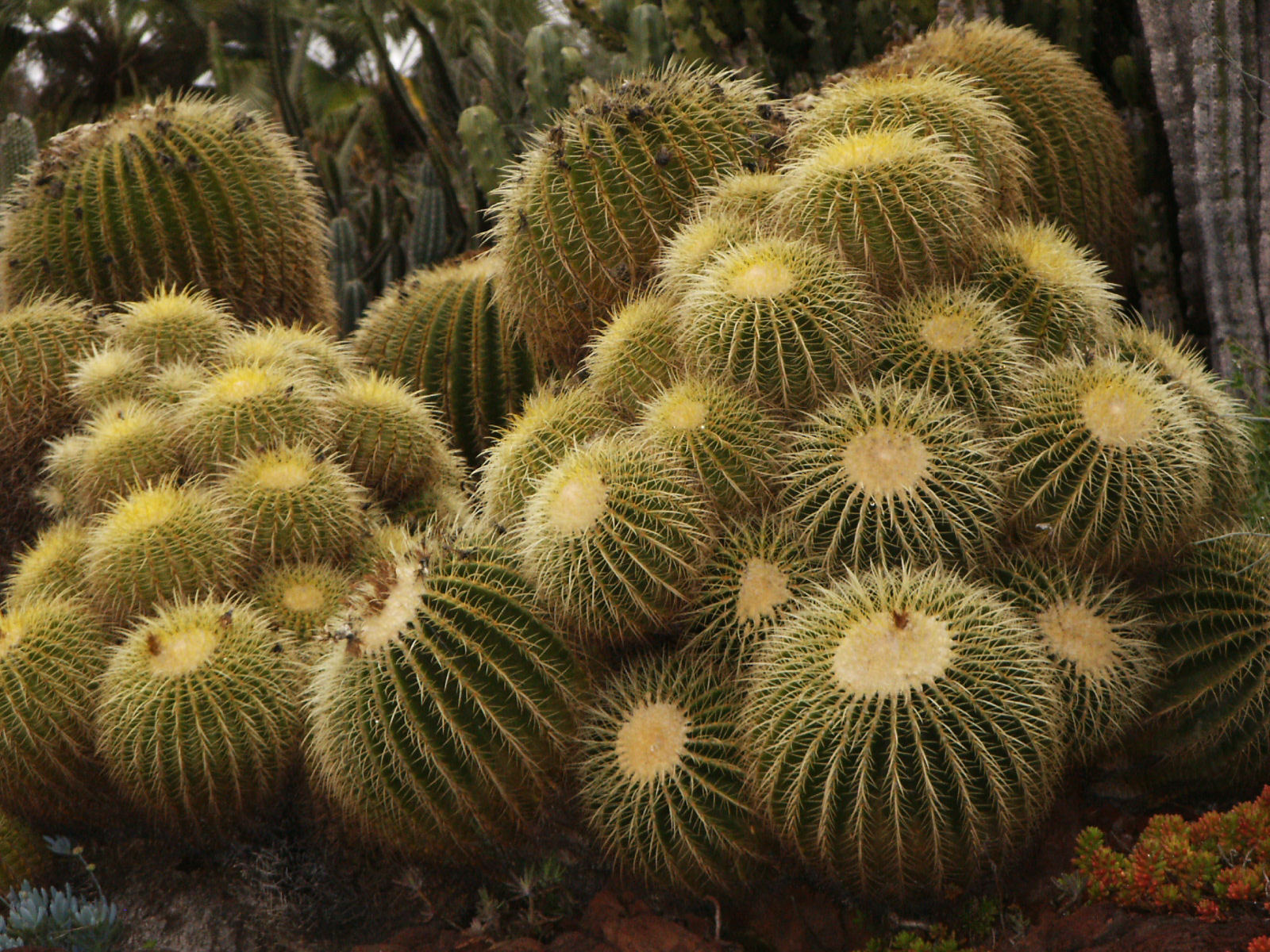
Echinocactus grusonii

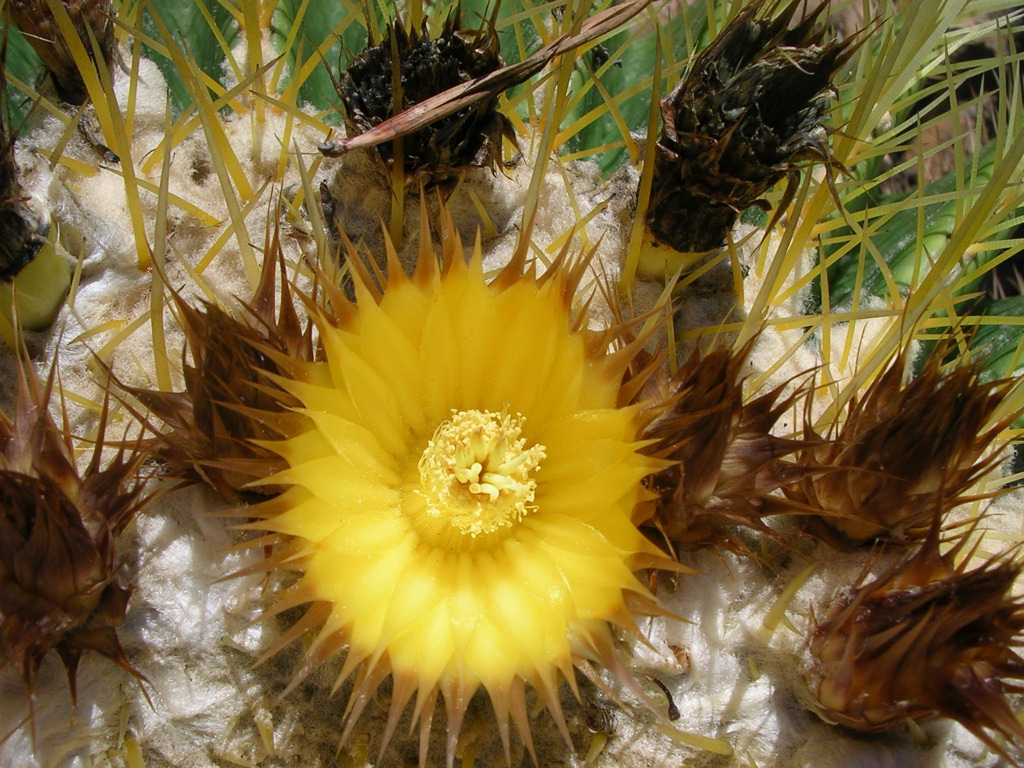
Квітка

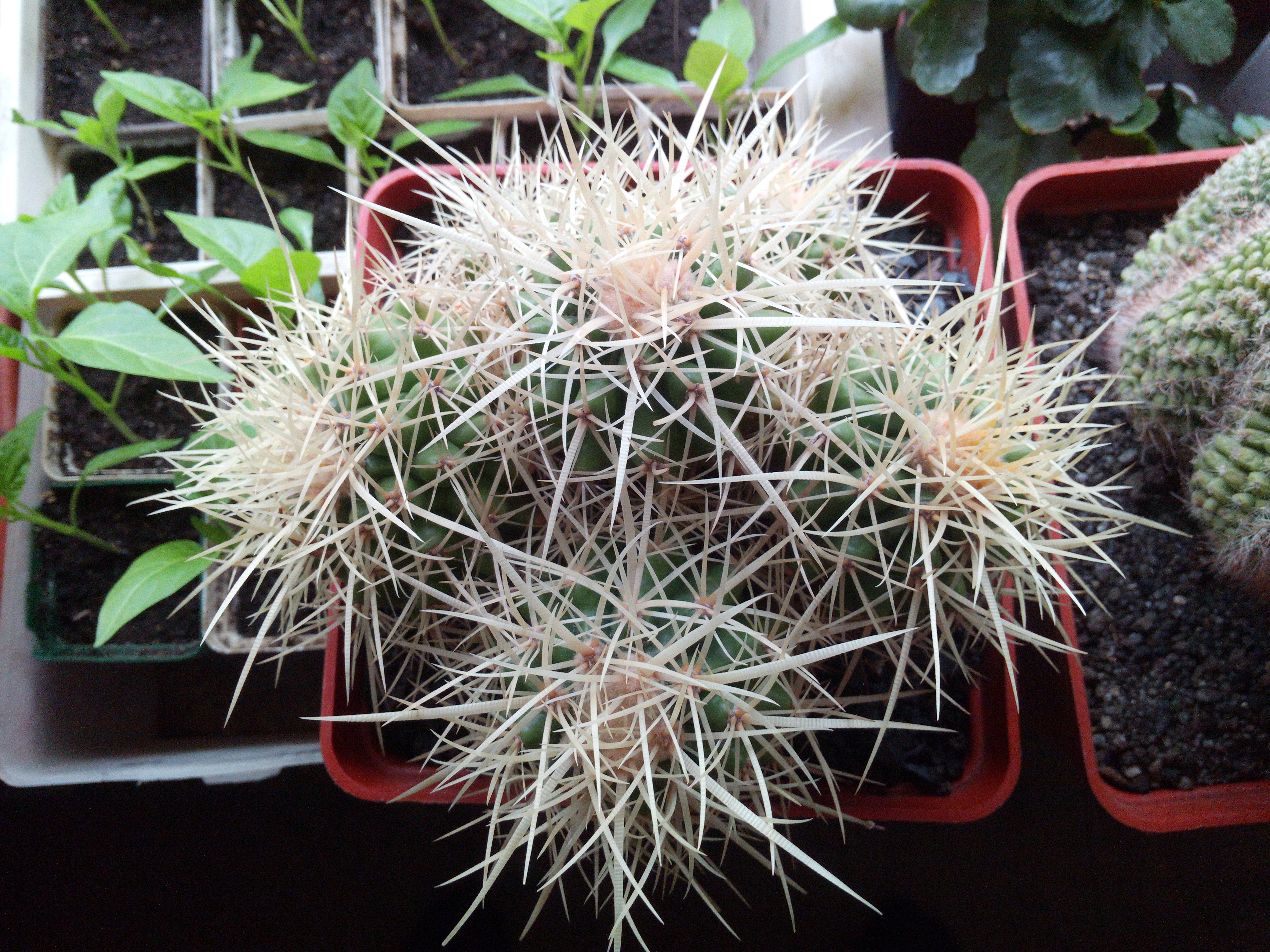
Багатоголовий Echinocactus grusonii з колекції Юрія Шостака (Миколаїв, Україна)

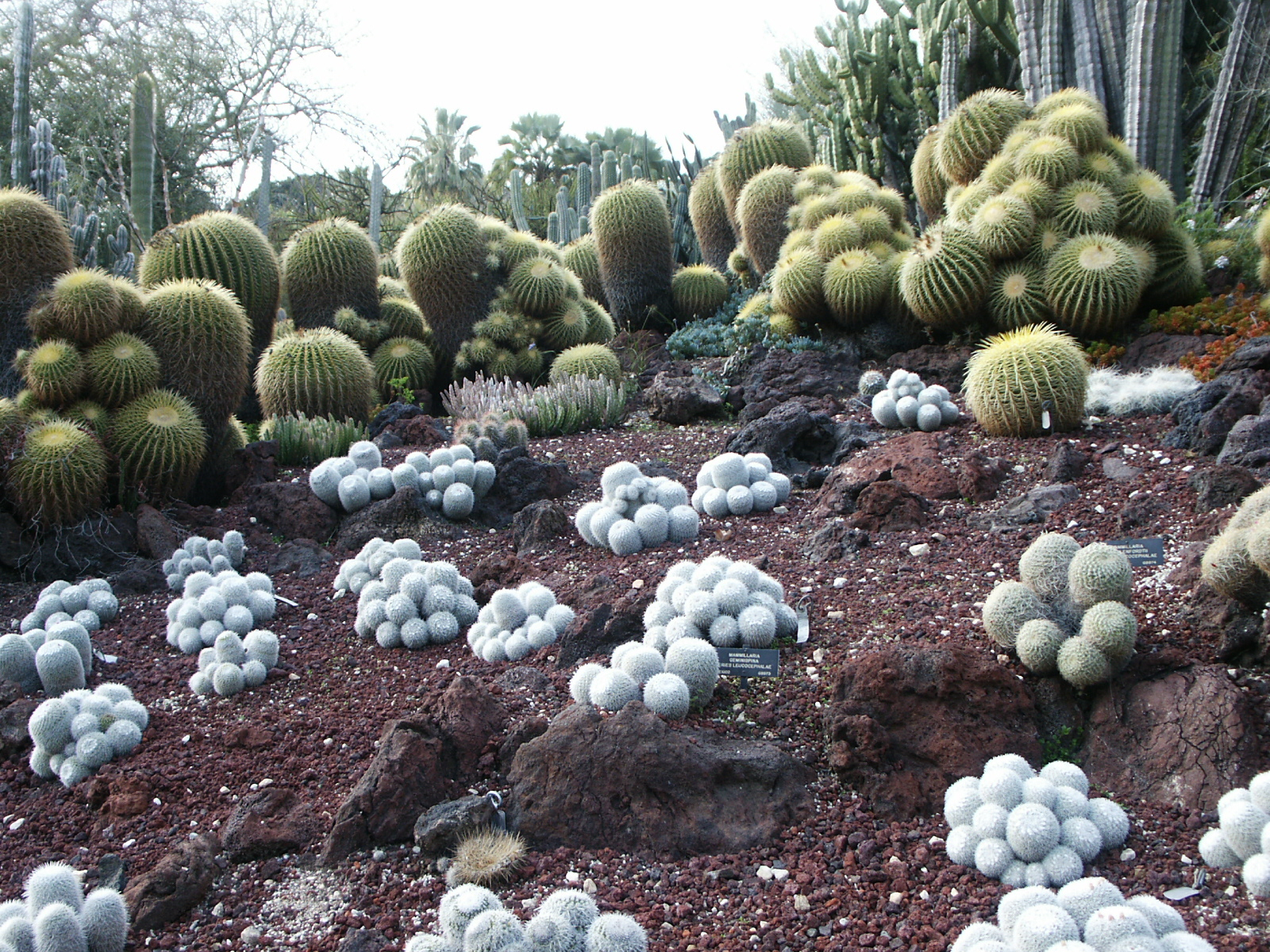
Echinocactus grusonii та Mammillaria geminispina в Гантінгтонському ботанічному саду (Huntington Botanical Gardens)

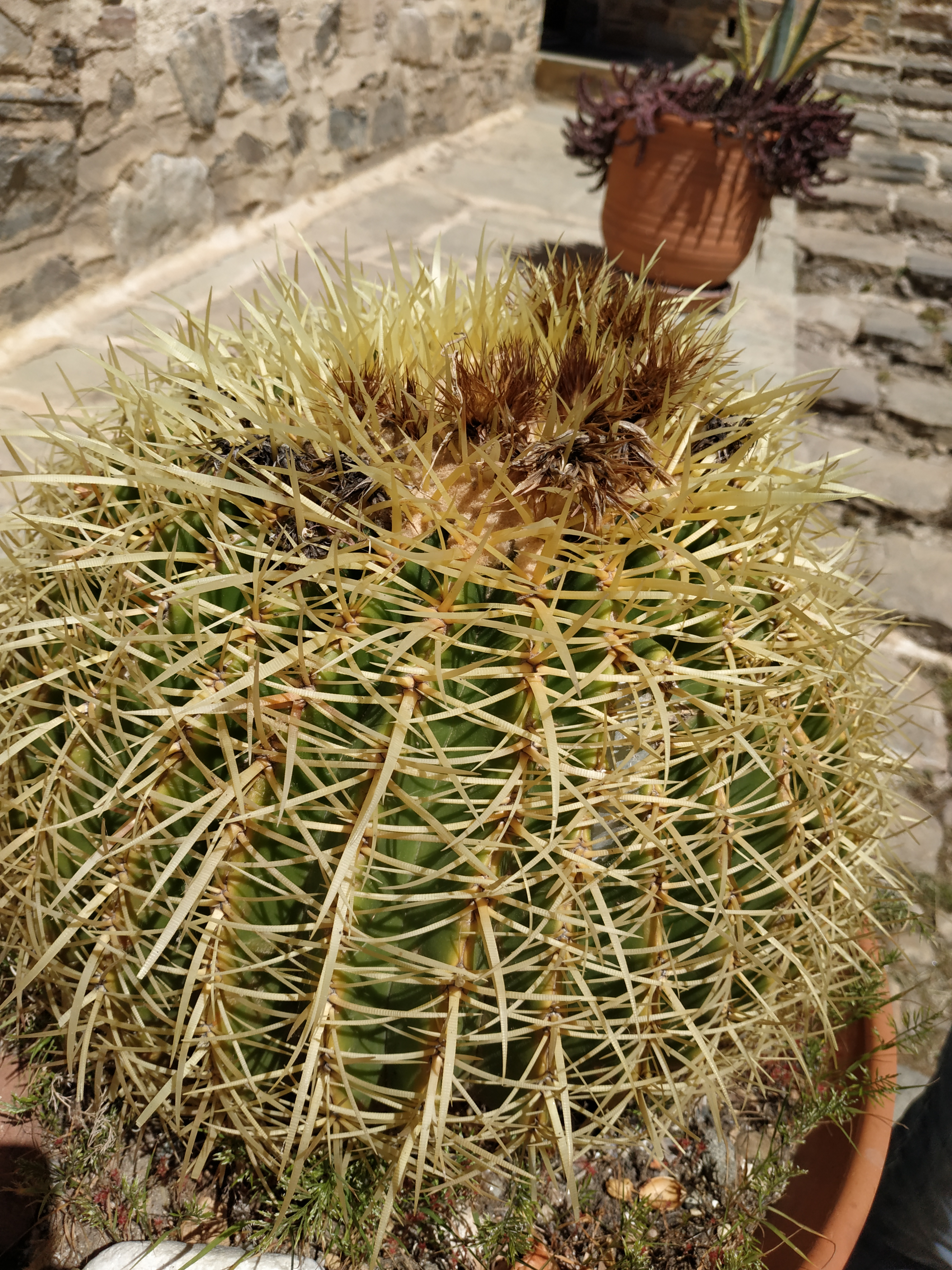

Стебло яскраво-зелене, кулясте, з віком трохи подовжене, ніколи не утворює бічних пагонів. Старі, 200-300-річні екземпляри перевищують 1 м заввишки і 70 см в діаметрі.
Ребра (близько 30) гострі, високі, прямі, у ранньому віці розділені на великі горбки.
Ареоли у напрямку до верхівки розташовуються щільніше і утворюють густе запушення.
Радіальні колючки (8-10) до 3 см завдовжки. Центральні колючки (4) розташовані хрестоподібно, 5-7 см завдовжки. Всі колючки відрізняються особливою декоративністю, прозоро-жовті, дуже сильні і жорсткі, зігнуті до основи стебла, за фактурою — з поперечними рельєфними смужками.
Квітки жовті, близько 5 см довжиною й у діаметрі, з'являються тільки на старих рослинах. Квітки відрізняються крайньою світлочутливістю і відкриваються тільки за умови максимального сонячного освітлення.
Плоди до 2 см завдовжки, вкриті білими шерстистими волосками.